# Skała na Studni

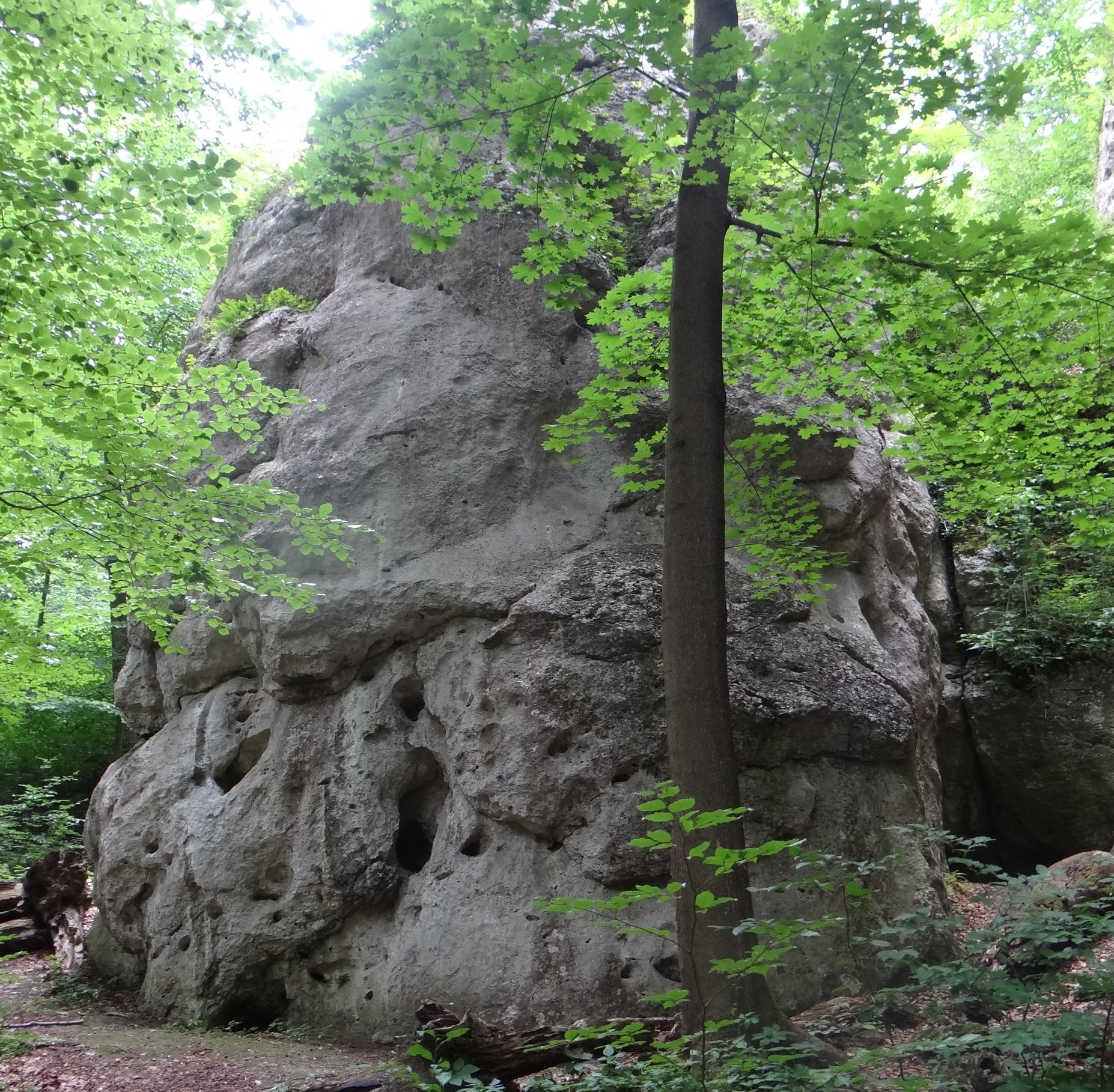

Skała na Studni – skała w rezerwacie przyrody Parkowe we wsi Siedlec w województwie śląskim, w powiecie częstochowskim, w gminie Janów. Znajduje się przy drodze wojewódzkiej nr 793, zaraz naprzeciwko wjazdu do Pstrągarni w Złotym Potoku. Pod względem geograficznym znajduje się w Dolinie Wiercicy na Wyżynie Częstochowskiej.
Zbudowana z twardych wapieni skalistych skała Międzywałowa ma wysokość 14 m i znajduje się w odległości kilkudziesięciu metrów od drogi na stromym zboczu Osiedla Wały. Dawniej uprawiana była na niej wspinaczka skalna. Poprowadzono na niej 11 dróg wspinaczkowych o trudności od V+ do VI.3+ w skali Kurtyki. Na wszystkich zamontowano stałe punkty asekuracyjne (ringi i stanowiska zjazdowe lub dwa ringi zjazdowe).
Na zboczu poniżej Osiedla Wały jest jeszcze kilka innych skał: Międzywałowa, Pozytywki, Podwale, Skała z Krzyżem. Dawniej uprawiana była na nich wspinaczka skalna, obecnie wspinaczka na wszystkich tych skałach jest zakazana.
W Skale na Studni znajdują się trzy jaskinie: Schronisko pod Studnią, Schronisko za Studnią i Studnia w Osiedlu Wały.